# ريان وليامز (لاعب كرة قدم بريطاني)
ريان وليامز (بالإنجليزية: Ryan Williams)‏ (31 أغسطس 1978 في المملكة المتحدة - ) هو لاعب كرة قدم بريطاني في مركز الوسط. شارك مع منتخب إنجلترا تحت 18 سنة لكرة القدم. أما مع النوادي، فقد لعب مع فوريست غرين ونادي بريستول روفيرز ونادي ترانمير روفرز لكرة القدم ونادي تشيسترفيلد وهال سيتي ونادي غاينسبورو ترينيتي وNorth Ferriby United A.F.C. ‏ ونادي مانسفيلد تاون ونادي ألدرشوت تاون ونادي ويموث.

## وصلات خارجية
- ريان وليامز على موقع قاعدة بيانات كرة القدم.إي يو (الإنجليزية)
- ريان وليامز على موقع Soccerbase.com (لاعب) (الإنجليزية)